# Punta dell'Oriente
La Punta dell'Oriente (en corse Punta di l'Urienti) est un sommet montagneux corse de 2 111 mètres d'altitude du massif du Monte Renoso.

## Géographie

### Situation

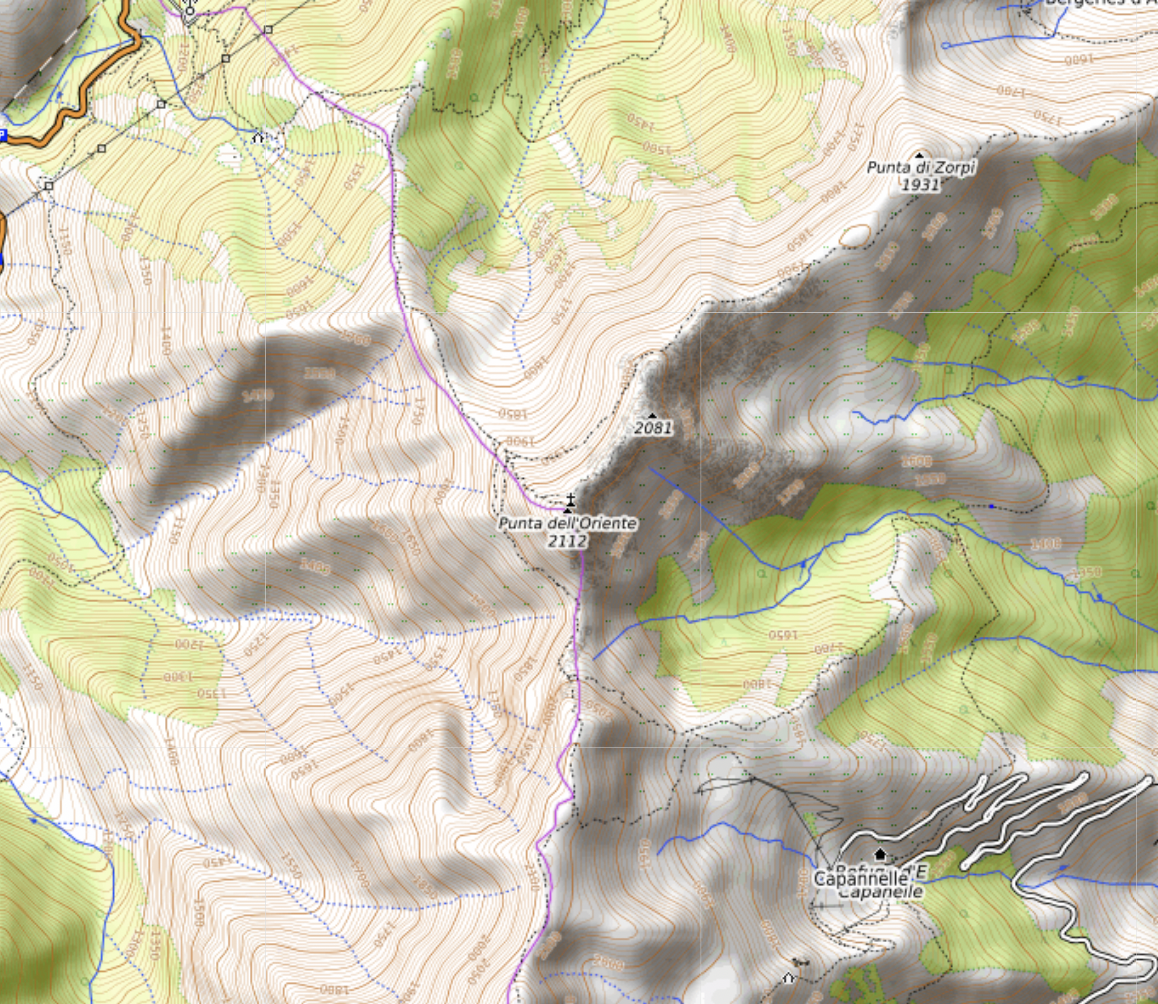
Carte topographique.

La Punta dell'Oriente est située à la jonction amont des vallées de la Gravona, du Vecchio et du Fiumorbo, faisant respectivement partie des pièves de Celavo, Vivario et Castello.
Le sommet se trouve à la limite des communes de Bocognano (en Corse-du-Sud), Vivario et Ghisoni (en Haute-Corse), à proximité du col de Vizzavona.